# برایان بورل
برایان بورِل (انگلیسی: Brian Burrell؛ چینی: 布偉傑؛ زادهٔ ۲۳ مارس ۱۹۷۲) بازیگر اهل ایالات متحده آمریکا و هنگ کنگ است.
از فیلم‌ها یا مجموعه‌های تلویزیونی که وی در آن‌ها نقش داشته است، می‌توان به ایپ من ۲ و استاد زد: میراث ایپ من اشاره نمود.